# هونجو شیگه‌ناگا
هونجو شیگه‌ناگا (به ژاپنی: 本庄 繁長 Honjō Shigenaga); ۱۲ ژانویهٔ ۱۵۴۰ – ۲۹ ژانویهٔ ۱۶۱۴) سامورایی در دوره آزوچی–مومویاما و دوره ادو اهل ژاپن بود. او در خدمت خاندان اوئه‌سوگی بود. او به دلیل خیانت خود به خاندان اوئه‌سوگی مشهور است.